# Tablao Flamenco Cordobes
Tablao Flamenco Cordobés (fundado en 1970 en el número 35 de Las Ramblas de Barcelona)  es el tablao con más solera de la ciudad de Barcelona y uno de los más importantes del mundo. Tras casi 50 años de vida, el histórico local de Las Ramblas destaca por su defensa de la cultura flamenca y la calidad de sus espectáculos. 

## Reseña biográfica
Tablao Flamenco Cordobés es el tablao con más solera de la ciudad de Barcelona y uno de los tablaos más importantes del mundo. Fundado en 1970 y aún abierto al público, ha visto pasar a las leyendas más importantes de este género por su escenario. Desde los legendarios Camarón de la Isla o Farruco, pasando por Manuela Carrasco, El Güito, Lole y Manuel, Manolete, La Tati, El Chocolate, Juan Villar, Eva la Yerbabuena, Israel Galván, El Extremeño o Farruquito. 
El guitarrista Luis Adame junto con su mujer, la bailaora Irene Alba, lo inauguró en pleno corazón de Las Ramblas de Barcelona. En aquellos años, y desde el siglo XIX Las Ramblas venían acogiendo todos los locales de espectáculos y teatros y la vida nocturna barcelonesa.
Desde el inicio, el local ha actuado como referencia para la comunidad flamenca de la Ciudad Condal, trayendo y promocionando a las jóvenes promesas del flamenco catalán. Han actuado en durante sus carreras artistas tan icónicos para el flamenco en Cataluña como Miguel Poveda, Mayte Martín, Montse Cortés, El Toleo, Mila de Vargas, La Tani, J.M. Cañizares, Pedro Sierra o José Luis Montón, entre otros.

## Distinciones
- Mejor Tablao de España según la guía De Tablao en Tablao (ed.Círculo Rojo)